# Bertolt Brecht
Bertolt Brecht, nemški dramatik, * 10. februar 1898, Augsburg, Nemško cesarstvo, † 14. avgust 1956, Berlin, Nemška demokratična republika.
Brecht, ki danes velja za enega najpomembnejših in največjih nemških dramatikov in reformatorjev gledališča 20. stoletja, se je rodil kot Eugen Berthold Friderich Brecht katoliškem očetu Bertholdu Friedrichu, ki je bil direktor Haindlove papirne tovarne, in protestantski materi, Sophie Brecht. V svojih spominih o odraščanju je zapisal:
Rodil sem se kot sin premožnih staršev. Moji starši so mi zavezali kravato in me vzgojili v navadi biti ustrežen ter me naučili umetnosti ukazovanja. Toda ko sem ozdravel in se razgledal, mi ljudje mojega razreda niso bili všeč, niti ukazovanje niti navada biti postrežen. Zapustil sem svoj razred in se pridružil majhnim ljudem.
Poezijo je začel pisati že v mladosti, prve literarne poskuse je objavil v šolskem glasilu Žetev, s šestnajstimi leti pa je objavil prve pesmi in literarno recenzijo. Na augsburški gimnaziji je slovel kot enfant terrible, saj se je že takrat zoperstavljal avtokratskemu šolskemu sistemu in svoja mladostniška spoznanja zapisoval in objavljal v pesmih, črticah in krajših esejih. Leta 1917 je vpisal medicino in filozofijo na münchenski univerzi.
Med prvo svetovno vojno je bil vpoklican v vojsko. Kot bolničar v sanitetni enoti v vojaški bolnišnici v Augsburgu je bil priča vsem grozotam vojne, kar ga je zelo pretreslo in zaznamovalo. V letu 1918 je postal član revolucionarnega vojaškega komiteja in napisal je prvo igro z naslovom Baal. Naslednje leto je napisal enodejanke Malomeščanska svatba, Berač ali Mrtvi pes, Izganjanje hudiča in Lux in tenebris. Opustil je študij medicine, obiskoval seminar teatrologije in se posvetil pisanju.
Na mladega ustvarjalca je močno vplival pisatelj Lion Feuchtwanger, ki mu je predlagal, naj piše dramske igre. Prvi vidnejši uspeh je doživel s komedijo Bobni v noči, zanjo je leta 1922 prejel prestižno Kleistovo nagrado. Istega leta se je seznanil z operno pevko Marianne Zoff, s katero se je naslednje leto poročil. Med letoma 1922 in 1924 je bil dramaturg v münchenskem gledališču Kammerspiele. Max Reinhard ga je leta 1924 povabil v Nemško gledališče v Berlinu. Tukaj je začel poglobljeno študirati marksizem in dialektični materializem, zaradi česar se je kmalu znašel na spisku nevarnih ljudi, ki jih je treba zapreti.
Leta 1926 je spoznal Elisabeth Hauptmann, ki je postala ena njegovih najpomembnejših sodelavk in ki je prva postala pozorna na Beraško opero Johna Gaya. Lotila se je prevoda te angleške uspešnice iz 18. stoletja, Brecht pa je v igri našel izziv za novo igro, ki ji je nadel naslov Opera za tri groše (Die Dreigroschenoper). K sodelovanju je povabil skladatelja Kurta Weilla, s katerim je leta 1927 sodeloval pri uprizoritvi igre Mali Mahagonny. Opera za tri groše, najodmevnejša uprizoritev Weimarske republike, je bila premierno uprizorjena 31. avgusta 1928 v gledališču Schiffbauerdamm v Berlinu in velja za začetek Brechtovega »epskega gledališča«. Pabst je po Operi za tri groše posnel film, ki je Brechtovo in Weillovo ime ponesel v svet. Brecht kljub uspehu igre ni bil zadovoljen z občinstvom, ki po njegovem ni dojelo njegove ostre satire malomeščanske družbe, pač pa se je navduševalo nad melodičnimi songi in se zabavalo ob karakterizaciji likov. 
Brecht je bil najplodovitejši gledališki teoretik in praktik, dramatik, pesnik, pripovednik, režiser in gledališki vodja, ki je skoraj štirideset let ustvarjal in reformiral gledališče v razburkanem času 20. stoletja. Brecht je s »potujitvenim efektom« začrtal pot novemu gledališču, ki se izogiba iluzionistični prevari malomeščanskega vzgojnega gledališča. V brechtovskem »epskem gledališču«, ki ga kasneje imenuje »dialektično gledališče«, se igralec z vlogo ne istoveti, temveč jo prikazuje, gledalec pa ne zdrkne v zamaknjenost, ampak kritično spremlja gledališko dogajanje, ki je prekinjeno z različnimi »potujitvenimi efekti«: songi, napovedovalci, narečnimi in žargonskimi vložki, tablami z napisi, komentarji, parafrazami … Brecht je nekoč dejal, da občuduje Čehova, vendar se noče vračati domov, skomigniti z rameni in reči »Takšno je življenje!«, pač pa hoče ugotoviti, kaj je prav in kaj narobe, in kaj je potrebno, da se bodo stvari uredile, izboljšale.
Izjemno močno je vplival na celo serijo dramatikov in gledališčnikov druge polovice dvajsetega stoletja, npr. Petra Weissa, Heinerja Müllerja, Elfriede Jelinek in Dušana Jovanovića.